# Джанико
Джанико (итал. Gianico, ломб. Giànech) — коммуна в Италии, в провинции Брешиа области Ломбардия.
Население составляет 1924 человека, плотность населения составляет 148 чел./км². Занимает площадь 13 км². Почтовый индекс — 25040. Телефонный код — 0364.
Покровителем коммуны почитается святой архангел Михаил, празднование 29 сентября.